# Карлюдовика
Карлюдовика (лат. Carludovica) — род растений из семейства Циклантовые. Включает 4 вида, произрастающих в тропической Америке от Белиза и Гватемалы до Эквадора и Боливии. Латинское название дано в честь испанского короля Карла IV и его супруги Марии-Луизы Пармской.
Это или вьющиеся лианы, снабжённые воздушными корнями, или пальмообразные низкорослые растения с коротким, утолщённым стеблем и с красивыми широкими трёх-пятирассечёнными веерообразными листьями на длинных черешках. Цветки однополые, мужские и женские, собранные в клубочки на цилиндрических початках. Каждый клубочек состоит из центрального женского цветка и четырёх периферических мужских. Мужской цветок имеет вогнутое, мясистое у основания цветоложе, снабженное по краю двойным рядом многочисленных листков околоцветника. Тычинок много (около 80); нити у них короткие, пыльники удлинённые, разверзающиеся продольною трещиною. В женском цветке цветоложе также вогнутое; околоцветник, сохраняющийся при плоде, о четырёх листках; супротивно каждому листку помещается своеобразный орган, принимаемый за видоизмененную тычинку (стаминодий); это довольно длинная и толстая нить, изогнутая вниз; при созревании плода она сваливается. Завязь нижняя, одногнёздая, с четырьмя стенными семяносцами, семяпочек много. Столбик очень короткий, о четырёх тупых рыльцах. Плод четырёхгранная многосемянная ягода.
Наиболее важный вид в практическом отношении — это Carludovica palmata, растущий в Перу и в Новой Гренаде. Из стебля этого вида делаются лёгкие и подвижные челноки, из семян добывается масло; листья идут на крыши хижин и, главным образом, на изготовление так называемых панамских шляп, для чего они расщепляются на тонкие пластинки, вымачиваются, высушиваются и отбеливаются.
Carludovica divergens добавляется в некоторые сорта галлюциногенного напитка аяуаска.

## Виды
По информации базы данных The Plant List, род включает 4 вида:
- Carludovica drudei Mast.
- Carludovica palmata Ruiz & Pav.
- Carludovica rotundifolia H.Wendl. ex Hook.f.
- Carludovica sulcata Hammel